# 玉滘镇
玉滘镇是中华人民共和国广东省揭阳市揭东区下辖的一个镇。
2016年6月1日，广东省民政厅批复同意揭东区玉滘镇划归榕城区管辖。
2020年5月19日，广东省民政厅批复同意榕城区玉滘镇划归揭东区管辖。

## 行政区划
玉滘镇下辖以下地区：
玉滘社区、新寨村、饶美村、桥头村、东面村、半洋村、凤美村、大窖村、谢坑村、尖山村和池渡村。